# Гайківська сільська рада
| Гайківська сільська рада — колишня адміністративно-територіальна одиниця та орган місцевого самоврядування у Турійському районі Волинської області з адміністративним центром у селі Гайки. Припинила існування 14 листопада 2017 року через об'єднання в Оваднівську сільську територіальну громаду Волинської області. Натомість утворено Гайківський старостинський округ при Оваднівській сільській громаді. Сільській раді були підпорядковані населені пункти: - с. Гайки - с. Замости - с. Руда - с. Ягідне |

## Склад ради
Рада складалась з 16 депутатів та голови.

### Керівний склад ради
| ПІБ                      | Основні відомості                                                                                  | Дата обрання | Дата звільнення |
| ------------------------ | -------------------------------------------------------------------------------------------------- | ------------ | --------------- |
| Жолоб Анатолій Федорович | Сільський голова, 1961 року народження, освіта, член народної партії                               | 26.03.2006   | 31.10.2010      |
| Жолоб Анатолій Федорович | Сільський голова, 1961 року народження, освіта вища, член Всеукраїнського об'єднання «Батьківщина» | 31.10.2010   |                 |

Примітка: таблиця складена за даними джерела

## Загальні відомості
Історична дата утворення: в 1939 році. Водоймища на території, підпорядкованій даній раді: річка Турія.
В Гайківській сільській раді працювала 1 неповна середня школа, 3 клуби, 1 бібліотека, 4 медичних заклади, 1 відділення зв'язку, 1 АТС на 100 номерів, 3 торговельних заклади.

## Населення
Згідно з переписом УРСР 1989 року чисельність наявного населення сільської ради становила 664 особи, з яких 295 чоловіків та 369 жінок.
За переписом населення України 2001 року в сільській раді мешкало 619 осіб.

### Мова
Розподіл населення за рідною мовою за даними перепису 2001 року:
| Мова       | Відсоток |
| ---------- | -------- |
| українська | 99,19 %  |
| російська  | 0,64 %   |
| білоруська | 0,16 %   |